# Luise von Preußen (1770–1836)

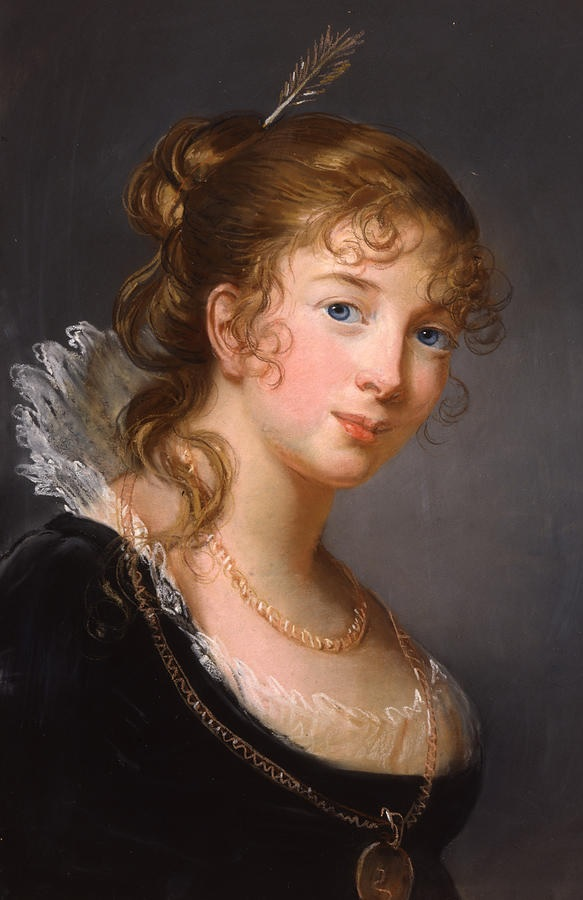
Prinzessin Friederike Luise Dorothea Philippine von Preußen, Pastell von Élisabeth Vigée-Lebrun, 1801

Friederike Dorothea Luise Philippine von Preußen (* 24. Mai 1770 in Berlin; † 7. Dezember 1836 in Berlin) war eine preußische Prinzessin und durch Heirat Fürstin Radziwiłł.

## Leben
Luise war eine Tochter des jüngsten Bruders Friedrichs des Großen, des Prinzen Ferdinand (1730–1813) aus dessen Ehe mit seiner Nichte Luise (1738–1820), Tochter des Markgrafen Friedrich Wilhelm von Brandenburg-Schwedt und der Sophie Dorothea Marie von Preußen.
Der „glücklichen Entbindung wegen, sind die im Lustgarten aufgepflanzte[n] 12 Kanonen zu dreyenmalen abgefeuert worden“. Luise wurde am Tag ihrer Geburt getauft; eine der Taufpatinnen war Amalie von Preußen.
Luise war eine Schwester des Prinzen Louis Ferdinand von Preußen; verschiedene Quellen legen nahe, dass ihr biologischer Vater eher Graf Friedrich Wilhelm Carl von Schmettau war.
Sie heiratete am 17. März 1796 in Berlin den nicht ebenbürtigen und katholischen polnisch-litauischen Magnaten Anton Radziwiłł (1775–1833), Fürst von Nieswiez und Olyka. Die Ehe mit dem komponierenden Fürsten, die die als energisch beschriebene Prinzessin durchsetzte, gestaltete sich glücklich. Nach der Schlacht bei Jena und Auerstedt war Luise 1806 mit dem preußischen Hof nach Königsberg geflohen und gehörte hier, gemeinsam mit Königin Luise und Prinzessin Marianne, zu dem patriotischen, antifranzösischen Kreis, der an einer Wiederaufrichtung des preußischen Staates arbeitete. Luise pflegte Freundschaften mit Barthold Georg Niebuhr, Dorothea von Kurland, Wilhelm von Humboldt, August Neidhardt von Gneisenau, Carl von Clausewitz und Heinrich Friedrich Karl vom und zum Stein. Die Entlassung des Letzteren beklagte sie bitter und war wesentlich an dessen Wiedereinsetzung beteiligt.
Gemeinsam mit ihrem Mann empfing sie in ihrem Haus, dem Radziwiłł-Palais in der Wilhelmstraße, zahlreiche Künstler und Gelehrte, mit denen sie ohne jegliche höfische Etikettevorschriften verkehrte und von 1796 bis 1815 einen Salon unterhielt.
Der spätere Diplomat und Generalleutnant Louis von Wildenbruch, ein unehelicher Sohn ihres Bruders, wuchs als ihr Pflegesohn auf.
Seit 1816 lebte sie in Posen, wo ihr Mann als preußischer Statthalter des Großherzogtums fungierte. Sie gründete hier Armenspeisungen und das Institut der Elisabethanerinnen. Während die Söhne katholisch erzogen wurden, wuchsen Luises Töchter wie ihre Mutter im protestantischen Glauben auf. Sie bedauerte besonders, dass die Verbindung ihrer Tochter Elisa mit dem späteren Kaiser Wilhelm I. als „nicht standesgemäß“ abgelehnt wurde. Ab 1822 gehörte ihr das Schloss Ruhberg im Hirschberger Tal, wo verschiedene Hohenzollern ihre Sommersitze hatten.
Luise von Preußen starb am 7. Dezember 1836 um 15.45 Uhr nach kurzer Krankheit an einem Lungenschlag.

## Nachkommen
Aus ihrer Ehe hatte Luise folgende Kinder:
- Wilhelm (1797–1870), Fürst Radziwiłł

⚭ 1. 1825 Prinzessin Helena Radziwiłł (1805–1827)
⚭ 2. 1832 Gräfin Mathilde Christine von Clary und Aldringen (1806–1896)
- Ferdinand Friedrich (1798–1827)
- Louise („Loulou“) (1799–1808)
- Elisa (1803–1834)
- Boguslaw (1809–1873), Fürst Radziwiłł

⚭ 1832 Gräfin Leontine Gabriele von Clary und Aldringen (1811–1890)
- August Heinrich Anton (1811–1831)
- Wanda (1813–1845)

⚭ 1832 Prinz Adam Konstanty Czartoryski (1804–1880)